# Super Copa Gaúcha 2013
In 2013 werd de eerste editie van de Super Copa Gaúcha  gespeeld voor voetbalclubs uit de Braziliaanse staat Rio Grande do Sul. De competitie werd georganiseerd door de FGF en werd gespeeld van 14 augustus tot 21 november. Pelotas werd kampioen. 

## Deelnemers
| Club          | Stad          | Gekwalificeerd als                                    | Deelnames |
| ------------- | ------------- | ----------------------------------------------------- | --------- |
| Internacional | Porto Alegre  | Vice-kampioen Campeonato da Região Metropolitana 2013 | 1ª        |
| Novo Hamburgo | Novo Hamburgo | Kampioen Copa FGF 2013                                | 1ª        |
| Passo Fundo   | Passo Fundo   | Kampioen Campeonato da Região Serrana de 2013         | 1ª        |
| Pelotas       | Pelotas       | Kampioen Campeonato da Região Sul-Fronteira de 2013   | 1ª        |

## Eindronde
|  | Halve finale  | Halve finale |       |             | Finale        | Finale |
|  |               |              |       |             |               |        |
|  |               |              |       |             |               |        |
|  | Passo Fundo   | 1            |       |             |               |        |
|  | Internacional | 2            |       |             |               |        |
|  |               |              |       |             |               |        |
|  |               |              |       |             |               |        |
|  |               |              |       |             | Internacional | 1 (6)  |
|  |               | Pelotas      | 1 (7) |             |               |        |
|  |               |              |       |             |               |        |
|  |               |              |       |             | Derde plaats  |        |
|  |               |              |       |             |               |        |
|  | Pelotas       | 0 (3)        |       | Passo Fundo | 0             |        |
|  | Novo Hamburgo | 0 (2)        |       |             | Novo Hamburgo | 1      |

Details finale
|                   |                                                                             |       |                                                                    |                       |
| 17 november 20:00 | Pelotas                                                                     | 1 – 1 | Internacional                                                      | Boca do Lobo, Pelotas |
| 17 november 20:00 | Jefferson 14'                                                               |       | 69' Bertotto                                                       | Boca do Lobo, Pelotas |
| 17 november 20:00 | Strafschoppen                                                               |       |                                                                    | Boca do Lobo, Pelotas |
| 17 november 20:00 | Bruno Salvador Fabiano Gadelha Paraná Kairon Paulo Sérgio Pedrão Igor Elton | 7 - 6 | Diogo Vilella Mike Romário Bertotto Marlon Rodrigo Dourado Ben Hur | Boca do Lobo, Pelotas |

## Kampioen
| Super Copa Gaúcha de 2013   |
| Pelotas                     |
| --------------------------- |
| PELOTAS Kampioen (1° titel) |